# 989 Schwassmannia
Schwassmannia (asteroide 989) é um asteroide da cintura principal com um diâmetro de 12,86 quilómetros, a 1,986519 UA. Possui uma excentricidade de 0,2526007 e um período orbital de 1 582,71 dias (4,33 anos).
Schwassmannia tem uma velocidade orbital média de 18,26933478 km/s e uma inclinação de 14,72681º.
Esse asteroide foi descoberto em 18 de Novembro de 1922 por Arnold Schwassmann.